# Vespa sexmaculata
Vespa sexmaculata är en getingart som beskrevs av Müller 1766. Vespa sexmaculata ingår i släktet bålgetingar, och familjen getingar. Inga underarter finns listade i Catalogue of Life.